# فريش إليكتريك
فريش إليكتريك شركة مصرية منتجة ومصدرة للأجهزة المنزلية تأسست عام 1987 وذلك بهدف إدخال تكنولوجيا متطورة في مجال الأجهزة المنزلية وصناعة منتجات ذات جودة وبأسعار مناسبة للمستهلكين وبدأت بتصنيع الشفاطات ثم المراوح ومنها إلى مختلف الأجهزة المنزلية.

## مصانع فريش إليكتريك
تغطي مصانع فريش إليكتريك على مساحة تقدر ب500000 متر مربع وتتركز تلك المصانع في مصر بمدن بدر والعاشر من رمضان إلى جانب ذلك قامت فريش بإنشاء مجمع مصانع في دولة إثيوبيا عام 2015 بمنطقه سيندافا تبعد 20 كيلومتر عن أديس أبابا.

## عن فريش إليكتريك
شركة فريش مواكبه لكافة المواصفات القياسية العالمية لكافة منتجات الأجهزة. لدى فريش حالياً أكثر من 1000 موديل متنوع من الأجهزة المنزلية بإمكانيات صناعية لمواكبة تطورات السوقين المحلي والدولي أكثر من 12500 موظف متخصص في مجالي البحث والتطوير وذلك للحفاظ على امتيازها بالحصول على شهادتي الجودة الأوربية والأيزو 2000/9001

## عملاء فريش إليكتريك
عبر 35 عاماً من الخبرة في مجال أسواق الأجهزة المنزلية أصبحت فريش تصدر حالياً لأكثر من 45 دولة وأكثر من 150 مليون مستهلك في أرجاء مختلفة من أوروبا وأفريقيا وآسيا والشرق الأوسط وبالرغم من ذلك مازلت محتفظة على مركز قيادي بالسوق المحلي في مصر.

## مدرسة فريش الدولية للتكنولوجيا التطبيقية
بالتعاون مع وزارة التربية والتعليم والتعليم الفني بجمهورية مصر العربية وفريش إليكتريك للتجارة والصناعة افتتحت مدرسة فريش الدولية للتكنولوجيا التطبيقية بمدينة العاشر من رمضان الجديدة بمحافظة الشرقية وذلك في العام الدراسي 2021\2022 كمشروع قوى عاملة الممول من الوكالة الأمريكية للتنمية الدولية لاتباع معايير الجودة العالمية.

## وصلات خارجية
- الموقع الرسمي